# Ostedes perakensis
Ostedes perakensis är en skalbaggsart som beskrevs av Stefan von Breuning 1969. Ostedes perakensis ingår i släktet Ostedes och familjen långhorningar. Inga underarter finns listade i Catalogue of Life.